# Jordi Sambola i Serres
Jordi Sambola i Serres   (Barcelona, 1940) és perit industrial mecànic, delineant projectista i alcalde d'Aiguafreda de 2007 a 2011.
A catorze anys va començar a treballar com a mecànic ajustador. Després d'estudiar a l'Escola Tècnica Professional de Terrassa es titulà com a perit industrial mecànic. Posteriorment, treballà com a delineant projectista per a diverses empreses; l'any 1967 es traslladà a viure a Aiguafreda i entrà a l'empresa FACSA.
En el camp associatiu, participà en l'Assemblea de Catalunya a Centelles en la clandestinitat i intervingué en la fundació de l'Associació de Pares d'Alumnes d'Aiguafreda. En les primeres eleccions municipals democràtiques de la Transició encapçalà l'Agrupació Municipal Oberta d'Aiguafreda (AMODA); posteriorment milità un temps en el PSAN i el 2003 s'afilià a ICV. Com a cap de llista d'aquest partit, a les eleccions municipals del 2003 entrà en l'Ajuntament d'Aiguafreda, en els bancs de l'oposició. En les eleccions del 2007, els regidors d'ICV juntament amb els del PSC aconseguiren l'alcaldia i Jordi Sambola, que liderava la llista més votada, obtingué la vara d'alcalde el 16 de juny del 2007.
Jordi Sambola ha publicat articles a la revista La veu de l'Alt Congost i participa en la vida cultural d'Aiguafreda.